# Trajumas
Trajumas is een bestuurslaag in het regentschap Pekalongan van de provincie Midden-Java, Indonesië. Trajumas telt 1637 inwoners (volkstelling 2010).